# 終極交戰
《終極交戰》（英語：A Day to Die）是一部2022年美國搶劫動作片，由韋斯·米勒（Wes Miller）執導，凱文·迪倫、布魯斯·威利和法蘭克·葛里洛主演。劇情講述一支老軍事行動小組為了對犯罪大老的賠償，集結起來以某種方式獲得200萬美元。本片於2022年3月4日由垂直娛樂美國發行。

## 演員
- 凱文·迪倫飾演康納·康諾利（Connor Connolly）
- 布魯斯·威利飾演奧斯頓（Alston）
- 法蘭克·葛里洛飾演布萊斯·梅森（Brice Mason）
- 萊昂·羅賓遜（英语：Leon Robinson）飾演派帝斯（Pettis）
- 詹尼·卡帕爾迪（英语：Gianni Capaldi）飾演提姆（Tim）
- 布魯克·巴特勒（英语：Brooke Butler (actor)）飾演坎迪斯（Candace）
- 約翰尼·梅辛納飾演希普（Schipp）
- 弗農·戴維斯（英语：Vernon Davis）飾演道恩（Dwayne）

## 製作
主要拍攝於2021年3月在密西西比州的傑克遜開始，2021年在該市拍攝的第一幕影片。拍攝在六週後的4月中結束，最後的場景在霍金斯菲爾德機場拍攝。2021年5月，垂直娛樂獲得了該項目的發行權，並其發布日期定為2022年2月於美國上映。

## 外部連結
- 互联网电影数据库（IMDb）上《終極交戰》的资料（英文）